# Athelia ovata
Athelia ovata ist eine Ständerpilzart aus der Familie der Gewebehautverwandten (Atheliaceae). Sie bildet resupinate, weiße und schimmelteppichartige Fruchtkörper auf Koniferen und Bedecktsamern aus. Die bekannte Verbreitung der Art umfasst weite Teile der Paläarktis, möglicherweise auch der Nearktis.

## Merkmale

### Makroskopische Merkmale
Athelia ovata bildet wie alle Arten der Gewebehäute (Athelia) weiße bis cremefarbene, dünne Fruchtkörper mit glattem Hymenium und unscheinbaren bis gespinstartigen Ränder aus. Sie lassen sich leicht vom Substrat ablösen.

### Mikroskopische Merkmale
Athelia ovata besitzt eine für Gewebehäute typische monomitische Hyphenstruktur, das heißt, sie besitzt lediglich generative Hyphen, die dem Wachstum des Fruchtkörpers dienen. Die Hyphen sind hyalin und dünnwandig. Die Subicularhyphen besitzen vereinzelt Schnallen, die Subhymenialhyphen sind einfach septiert und 4–5 µm breit. Die Art verfügt nicht über Zystiden. Ihre Basidien sind keulenförmig, 16–18 × 5–7 µm groß und wachsen in Nestern. An der Basis sind sie einfach septiert, sie besitzen vier, selten zwei Sterigmata. Die Sporen des Pilzes sind ellipsoid geformt, 8–9 × 3,8–4,2 µm groß, glatt und dünnwandig sowie hyalin. Sie besitzen einen deutlichen Apiculus.

## Verbreitung
Die bekannte Verbreitung von Athelia ovata umfasst Europa und das Gebiet der ehemaligen UdSSR. Ob sie darüber hinaus auch in Nordamerika vorkommt, ist ungesichert, gilt aber als wahrscheinlich.

## Ökologie
Athelia ovata ist ein Saprobiont, der Koniferen und Bedecktsamer befällt. Bekannte Wirtsarten sind unter anderem Rot-Buche (Fagus sylvatica) und Kiefern (Pinus spp.).

## Systematik
Athelia ovata wurde 1972 von Walter Jülich erstbeschrieben. Die Art steht wahrscheinlich Athelia arachnoidea und Athelia salicum nahe.